# Svetovno prvenstvo v hokeju na ledu 2009
Svetovno prvenstvo v hokeju na ledu 2009 je bilo 73. po vrsti. Vodila ga je Mednarodna hokejska zveza (IIHF). 46 držav je igralo v 4 različnih divizijah. Tekmovanje je tudi služilo kot kvalifikacije za Svetovno prvenstvo v hokeju na ledu 2010. 

## Elitna divizija
| Sodelujoče države Bern in Kloten, Švica - 24. april do 10. maj 2009 | Sodelujoče države Bern in Kloten, Švica - 24. april do 10. maj 2009 | Sodelujoče države Bern in Kloten, Švica - 24. april do 10. maj 2009 | Sodelujoče države Bern in Kloten, Švica - 24. april do 10. maj 2009 |
| Skupina A                                                           | Skupina A                                                           | Skupina A                                                           | Skupina A                                                           |
| Kanada                                                              | Slovaška                                                            | Belorusija                                                          | Madžarska                                                           |
| Skupina B                                                           | Skupina B                                                           | Skupina B                                                           | Skupina B                                                           |
| Rusija                                                              | Švica                                                               | Nemčija                                                             | Francija                                                            |
| Skupina C                                                           | Skupina C                                                           | Skupina C                                                           | Skupina C                                                           |
| Švedska                                                             | ZDA                                                                 | Latvija                                                             | Avstrija                                                            |
| Skupina D                                                           | Skupina D                                                           | Skupina D                                                           | Skupina D                                                           |
| Finska                                                              | Češka                                                               | Norveška                                                            | Danska                                                              |
| ------------------------------------------------------------------- | ------------------------------------------------------------------- | ------------------------------------------------------------------- | ------------------------------------------------------------------- |

Avstrija in Madžarska sta izpadli v Divizijo I za Svetovno prvenstvo v hokeju na ledu 2010.

## Divizija I
| Sodelujoče države                                 | Sodelujoče države                                 | Sodelujoče države                                 | Sodelujoče države                                 |
| Skupina A Vilna, Litva - 11. do 17. april 2009    | Skupina A Vilna, Litva - 11. do 17. april 2009    | Skupina A Vilna, Litva - 11. do 17. april 2009    | Skupina A Vilna, Litva - 11. do 17. april 2009    |
| Slovenija                                         | Kazahstan                                         | Japonska                                          |                                                   |
| Litva                                             | Hrvaška                                           | Avstralija                                        |                                                   |
| Skupina B Torunj, Poljska - 11. do 17. april 2009 | Skupina B Torunj, Poljska - 11. do 17. april 2009 | Skupina B Torunj, Poljska - 11. do 17. april 2009 | Skupina B Torunj, Poljska - 11. do 17. april 2009 |
| Italija                                           | Ukrajina                                          | Poljska                                           |                                                   |
| Združeno kraljestvo                               | Nizozemska                                        | Romunija                                          |                                                   |
| ------------------------------------------------- | ------------------------------------------------- | ------------------------------------------------- | ------------------------------------------------- |

### Skupina A
|   | Reprezentanca | OT | Z | ZPP | PPP | P | GF | GA | GR  | TOČ |
| - | ------------- | -- | - | --- | --- | - | -- | -- | --- | --- |
| 1 | Kazahstan     | 5  | 5 | 0   | 0   | 0 | 29 | 6  | 23  | 15  |
| 2 | Slovenija     | 5  | 4 | 0   | 0   | 1 | 21 | 7  | 14  | 12  |
| 3 | Japonska      | 5  | 3 | 0   | 0   | 2 | 21 | 8  | 13  | 9   |
| 4 | Litva         | 5  | 2 | 0   | 0   | 3 | 20 | 23 | -3  | 6   |
| 5 | Hrvaška       | 5  | 1 | 0   | 0   | 4 | 11 | 25 | -14 | 3   |
| 6 | Avstralija    | 5  | 0 | 0   | 0   | 5 | 7  | 40 | -33 | 0   |

### Skupina B
|   | Reprezentanca       | OT | Z | ZPP | PPP | P | GF | GA | GR  | TOČ |
| - | ------------------- | -- | - | --- | --- | - | -- | -- | --- | --- |
| 1 | Italija             | 5  | 5 | 0   | 0   | 0 | 26 | 4  | 22  | 15  |
| 2 | Ukrajina            | 5  | 3 | 1   | 0   | 1 | 18 | 6  | 12  | 11  |
| 3 | Združeno kraljestvo | 5  | 2 | 1   | 0   | 2 | 17 | 12 | 5   | 8   |
| 4 | Poljska             | 5  | 2 | 0   | 2   | 1 | 14 | 9  | 5   | 8   |
| 5 | Nizozemska          | 5  | 1 | 0   | 0   | 4 | 9  | 16 | -7  | 3   |
| 6 | Romunija            | 5  | 0 | 0   | 0   | 5 | 1  | 38 | -37 | 0   |

Kazahstan in Italija sta se kvalificirali v  elitno divizijo za Svetovno prvenstvo v hokeju na ledu 2010.
Avstralija in Romunija sta izpadli v Divizijo II za Svetovno prvenstvo v hokeju na ledu 2010.

## Divizija II
| Sodelujoče države                                  | Sodelujoče države                                  | Sodelujoče države                                  | Sodelujoče države                                  |
| Skupina A Novi Sad, Srbija - 9. do 15. april 2009  | Skupina A Novi Sad, Srbija - 9. do 15. april 2009  | Skupina A Novi Sad, Srbija - 9. do 15. april 2009  | Skupina A Novi Sad, Srbija - 9. do 15. april 2009  |
| Estonija                                           | Kitajska                                           | Srbija                                             |                                                    |
| Izrael                                             | Islandija                                          | Severna Koreja                                     |                                                    |
| Skupina B Sofija, Bolgarija - 6. do 12. april 2009 | Skupina B Sofija, Bolgarija - 6. do 12. april 2009 | Skupina B Sofija, Bolgarija - 6. do 12. april 2009 | Skupina B Sofija, Bolgarija - 6. do 12. april 2009 |
| Južna Koreja                                       | Belgija                                            | Španija                                            |                                                    |
| Mehika                                             | Bolgarija                                          | Južna Afrika                                       |                                                    |
| -------------------------------------------------- | -------------------------------------------------- | -------------------------------------------------- | -------------------------------------------------- |

### Skupina A
|   | Reprezentanca  | OT | Z | ZPP | PPP | P | GF | GA | GR  | TOČ |
| - | -------------- | -- | - | --- | --- | - | -- | -- | --- | --- |
| 1 | Srbija         | 5  | 4 | 1   | 0   | 0 | 40 | 11 | 29  | 14  |
| 2 | Estonija       | 5  | 4 | 0   | 1   | 0 | 68 | 12 | 56  | 13  |
| 3 | Kitajska       | 5  | 2 | 1   | 0   | 2 | 21 | 29 | -8  | 8   |
| 4 | Islandija      | 5  | 2 | 0   | 1   | 2 | 11 | 30 | -19 | 7   |
| 5 | Izrael         | 5  | 1 | 0   | 0   | 4 | 9  | 38 | -29 | 3   |
| 6 | Severna Koreja | 5  | 0 | 0   | 0   | 5 | 11 | 40 | -29 | 0   |

### Skupina B
|   | Reprezentanca | OT | Z | ZPP | PPP | P | GF | GA | GR  | TOČ |
| - | ------------- | -- | - | --- | --- | - | -- | -- | --- | --- |
| 1 | Južna Koreja  | 5  | 5 | 0   | 0   | 0 | 48 | 10 | 38  | 15  |
| 2 | Belgija       | 4  | 4 | 0   | 0   | 1 | 31 | 11 | 20  | 12  |
| 3 | Španija       | 5  | 3 | 0   | 0   | 2 | 28 | 15 | 13  | 9   |
| 4 | Bolgarija     | 5  | 2 | 0   | 0   | 3 | 30 | 33 | -3  | 6   |
| 5 | Mehika        | 5  | 1 | 0   | 0   | 4 | 11 | 33 | -22 | 3   |
| 6 | Južna Afrika  | 5  | 0 | 0   | 0   | 5 | 8  | 54 | -46 | 0   |

Srbija in Južna Koreja sta se kvalificirali v  Divizijo I za Svetovno prvenstvo v hokeju na ledu 2010.
Severna Koreja in Južna Afrika sta izpadli v Divizijo III za Svetovno prvenstvo v hokeju na ledu 2010.

## Divizija III
| Sodelujoče države Dunedin, Nova Zelandija - 10. do 16. april 2009 | Sodelujoče države Dunedin, Nova Zelandija - 10. do 16. april 2009 | Sodelujoče države Dunedin, Nova Zelandija - 10. do 16. april 2009 | Sodelujoče države Dunedin, Nova Zelandija - 10. do 16. april 2009 |
| Nova Zelandija                                                    | Irska                                                             | Luksemburg                                                        |                                                                   |
| Turčija                                                           | Grčija                                                            | Mongolija                                                         |                                                                   |
| ----------------------------------------------------------------- | ----------------------------------------------------------------- | ----------------------------------------------------------------- | ----------------------------------------------------------------- |

|   | Reprezentanca  | OT | Z | ZPP | PPP | P | GF | GA | GR  | TOČ |
| - | -------------- | -- | - | --- | --- | - | -- | -- | --- | --- |
| 1 | Nova Zelandija | 5  | 4 | 1   | 0   | 0 | 32 | 7  | 25  | 14  |
| 2 | Turčija        | 5  | 4 | 0   | 0   | 1 | 28 | 14 | 14  | 12  |
| 3 | Luksemburg     | 5  | 3 | 0   | 0   | 2 | 26 | 18 | 8   | 9   |
| 4 | Grčija         | 5  | 2 | 0   | 1   | 2 | 18 | 21 | -3  | 7   |
| 5 | Irska          | 5  | 1 | 0   | 0   | 4 | 12 | 31 | -19 | 3   |
| 6 | Mongolija      | 5  | 0 | 0   | 0   | 5 | 0  | 25 | -25 | 0   |

Nova Zelandija in Turčija sta se kvalificirali v Divizijo II za Svetovno prvenstvo v hokeju na ledu 2010. 